# Amzići
Amzići es un pueblo ubicado en la municipalidad de Nova Varoš, en el distrito de Zlatibor, Serbia.

## Superficie
Posee una superficie de 12,85 kilómetros cuadrados.

## Demografía
Hasta 2011 la población era de 87 habitantes, con una densidad de población de 6,768 habitantes por kilómetro cuadrado.